# Ning-cung (Sung)
Ning-cung (čínsky pchin-jinem Níngzōng, znaky 寧宗; 19. listopadu 1168 – 17. září 1224), vlastním jménem Čao Kchuo (čínsky pchin-jinem Zhào Kuò, znaky zjednodušené 赵扩, tradiční 趙擴), od roku 1194 jako císař panoval čínské říši Sung. Nastoupil po svém otci, císaři Kuang-cungovi.

## Život
Ning-cung se narodil jako Čao Kchuo 19. listopadu 1168 Čao Tunovi, třetímu synovi Siao-cunga, císaře říše Sung. Byl druhým a jediným přeživším synem Čao Tuna. Čao Tun byl roku 1171 jmenován korunním princem a roku 1189, po abdikaci svého otce, nastoupil na císařský trůn. Čao Kchuo obdržel už roku 1178 knížecí titul a roku 1194 se stal korunním princem.
Téhož roku se po smrti otce stal novým císařem říše Sung, znám je pod svých chrámovým jménem Ning-cung. U dvora se rozhořel spor o ideje filozofa a politika Ču Siho. Odpůrci Ču Siho zvítězili a roku 1196 dosáhli jeho odchodu do ústraní, ale roku 1199 byl Ču Si rehabilitován a o tři roky později jeho učení získalo oficiální podporu.
V polovině 90. let ve vládě získala převahu skupina kolem Chan Tchuo-čoua, která si dala za cíl znovudobytí severní Číny ovládané džürčenskou říší Ťin. Roku 1205 Sungové zaútočili na Ťiny. Nicméně sungská vojska utrpěla porážku, a roku 1208 byl Ning-cung nucen uzavřít s říší Ťin mír. Stál Sungy hlavu Chan Tchuo-čoua a zvýšení tributu placeného Džürčenům.
Poté se císař soustředil na vnitřní politiku. V zemi vzrostla inflace, i když hospodářství zůstalo stabilní. Ning-cung podporoval vědu a kulturu, za jeho vlády panoval čilý stavební ruch, města rostla.
Všichni synové Ning-cunga zemřeli v dětství nebo mládí. Císař proto roku 1197 vybral za svého následníka a adoptoval čtyřletého Čao Süna, potomka Čao Te-čaoa, druhého syna prvního sungského císaře Tchaj-cua. Nového následníka podporovala i císařovna Jang a zejména císařův hlavní rádce Š’ Mi-jüan. Čao Sün však roku 1220 zemřel. Novým následníkem se měl stát Čao Chung, adoptivní syn Čao Kaje, a stejně jako Ning-cung vnuk Siao-cunga. Proces adopce se táhl celý rok, během něhož si mladý princ znepřátelil jak Š’ Mi-jüana, tak císařovnu. Měsíc po adopci císař povýšil Čao Jüna, též potomka Čao Te-čaoa, na dědice této linie. Následníka však nejmenoval. Až když roku 1224 onemocněl, den před smrtí jmenoval Čao Jüna svým synem a v noc své smrti následníkem. Panování nad říší se tak vrátilo starší větvi císařského rodu, po Tchaj-cuovi totiž nastoupil jeho mladší bratr Tchaj-cung a další císaři až po Ning-cunga byli Tchaj-cungovými potomky.